# Joop Böckling
Joop Böckling (3 november 1955, Amsterdam) is een voormalig profvoetballer.
Böckling was vanaf het eind van de jaren zeventig en tot halverwege de jaren tachtig een belangrijke speler en spits van FC Haarlem.
Daarna speelde hij bij Sparta en FC Volendam. Anno 2010 is hij werkzaam als hoofdtrainer bij de zaterdag 4e klasse HBC in Heemstede.

## Statistieken
| Jaar    | Club        | Wedstrijden | Doelpunten |
| ------- | ----------- | ----------- | ---------- |
| 1977/78 | Haarlem     | 11          | 4          |
| 1978/79 | Haarlem     | 20          | 6          |
| 1979/80 | Haarlem     | 26          | 7          |
| 1980/81 | FC Haarlem  | 26          | 17         |
| 1981/82 | FC Haarlem  | 31          | 15         |
| 1982/83 | FC Haarlem  | 30          | 9          |
| 1983/84 | FC Haarlem  | 29          | 13         |
| 1984/85 | FC Haarlem  | 9           | 3          |
| 1985/86 | FC Volendam | 33          | 21         |
| 1986/87 | Sparta      | 30          | 12         |
| 1987/88 | Sparta      | 13          | 2          |
| 1987/88 | FC Volendam | 17          | 8          |
| 1988/89 | Eindhoven   | 18          | 3          |
| 1989/90 | Eindhoven   | 27          | 4          |